# マーカー遺伝子
マーカー遺伝子（マーカーいでんし、marker gene）とは、遺伝子組み換え生物を作成する際、組み換えに成功した生物をスクリーニングするための目印として導入する遺伝子である。選択マーカー (en:Selectable_marker) ともいう。
多くの場合、遺伝子導入が成功した形質転換体と非形質転換体では外観上差はない。また、組み換え効率は非常に低いため、大量の培養細胞の中から形質転換体を効率よく検出する必要がある。そのため、遺伝子組み換え生物の作成にはマーカー遺伝子の利用は必須である。

## マーカー遺伝子の例
- 蛍光タンパク質・呈色反応を触媒する酵素の遺伝子
  - 緑色蛍光タンパク質（GFP）遺伝子
  - ルシフェラーゼ遺伝子
  - β-グルクロニダーゼ（GUS）遺伝子(uidA)
  - β-ガラクトシダーゼ遺伝子(lacZ)
- 薬剤耐性遺伝子
  - 抗生物質耐性遺伝子
  - 除草剤耐性遺伝子
  - 変異型アセト乳酸合成酵素（ALS）遺伝子
- 発現すると致死的に働く遺伝子
  - チミジンキナーゼ（TK）遺伝子
  - ジフテリアトキシン（DT）遺伝子